# ヘンリー・スコット (第3代バクルー公爵)
第3代バクルー公爵および第5代クイーンズベリー公爵ヘンリー・スコット（英: Henry Scott, 3rd Duke of Buccleuch and 5th Duke of Queensberry、1746年9月2日 - 1812年1月11日）は、イギリス（スコットランド貴族）の貴族。ガーター勲章勲爵士（KG）、アザミ勲章勲爵士（KT）、エディンバラ王立協会フェロー（FRSE）。

## 経歴
1746年9月2日、第2代バクルー公爵フランシス・スコットの長男であるダルキース伯爵フランシス・スコットと第2代アーガイル公爵ジョン・キャンベルの娘であるキャロライン・キャンベル（後の初代グリニッジ男爵）の間に第2子として生まれた。兄はすでに早世していたため父が1750年に死去すると公位継承者となり、翌1751年祖父の死去により4歳で襲爵。
イートン・カレッジで学んだ後、アダム・スミスを家庭教師に2年間フランス王国とスイスへグランドツアーを行った。1766年に同行していた弟キャンベルがパリで病死したため帰国。政治家になることを考えていたが断念し、先祖伝来のダルキース城（ミッドロージアン州ダルキース）に住んだ。
文学趣味から1762年にエディンバラで設立されたポーカークラブに参加し、また1783年に設立されたエディンバラ王立協会の初代会長も務めた。
1767年12月23日にアザミ勲章を、1794年5月24日にガーター勲章を受勲。1777年から1812年までロイヤルバンク・オブ・スコットランド総裁。
母親が1794年に死去すると、エディンバラ北部のグラントンにあるキャロライン・パークを相続した。また第4代クイーンズベリー公爵ウィリアム・ダグラスが未婚のまま1810年に死去すると、第2代クイーンズベリー公爵ジェイムズ・ダグラスの定めた限嗣相続規定により、第2代クイーンズベリー公爵の娘を祖母にもつバクルーがクイーンズベリー公爵位とドラムランリグ城を始めとするダグラス家の財産を相続した。これにより孫の代から家名にダグラスが加わった。
柔和で寛大な性格により彼は「デューク・ヘンリー」と呼ばれ親しまれ、遠縁でもあった友人のサー・ウォルター・スコット準男爵(高名な文学者)は「彼の名は、富者からの賞賛、あるいは貧者からの祝福なしで言及されることがなかった」と述べた。
1812年1月11日にダルキースで死去し、同地に葬られた。爵位は息子のダルキース伯爵チャールズが相続した。

## 家族

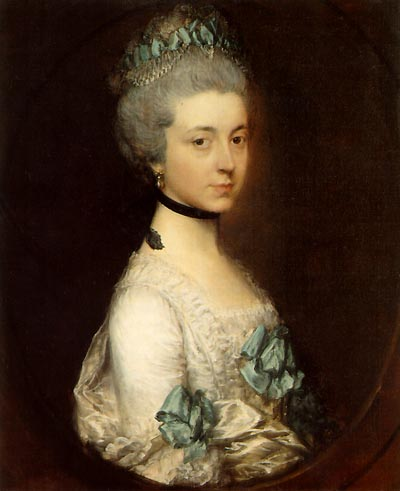
レディ・エリザベス・モンタギュー（トマス・ゲインズバラ画、1767年頃）

1767年5月2日に、初代モンタギュー公爵ジョージ・モンタギューの娘であるレディ・エリザベス・モンタギューと結婚した。これによりバクルーは、イングランドにモンタギュー公爵家が所有していた広大な地所と£150,000にのぼる動産・宝石を得、子の代から家名にモンタギューが加わった。
彼女との間に以下の三男四女をもうけた。
- ダルキース伯爵ジョージ・スコット（1768年3月25日 - 3月29日）
- レディ・メアリー・スコット（1769年 - 1823年） - 第3代コータウン伯爵ジェイムズ・ストップフォード夫人
- レディ・エリザベス・スコット（1770年 - 1837年） - 第10代ヒューム伯爵アレグザンダー・ヒューム夫人
- ダルキース伯爵チャールズ・ウィリアム・ヘンリー・スコット（1772年 - 1819年） - 第4代バクルー公爵・第6代クイーンズベリー公爵（1812年襲爵）
- レディ・キャロライン・スコット（1774年 - 1854年） - 第6代クイーンズベリー侯爵チャールズ・ダグラス夫人
- ヘンリー・ジェイムズ・スコット卿（1776年 - 1845年） - 第2代ボートンのモンタギュー男爵（英語版）（1790年襲爵）
- レディ・ハリエット・スコット（1780年 - 1833年） - 第6代ロジアン侯爵ウィリアム・カー夫人